# 帕尼培南
帕尼培南（其国际非专利药品名称为“Panipenem”）是一种碳青霉烯类抗生素。为进一步提高安全性，该抗生素与有机离子运送抑制剂倍他米隆以1∶1的比例合成为复合制剂（帕尼培南-倍他米隆）。

## 药理作用
帕尼培南的作用亚胺培南相同，对革兰阳性菌与阴性菌、需氧菌和厌氧菌都有强力抗菌作用。帕尼培南对葡萄球菌的抗菌作用比亚胺培南强；其对肠球菌、消化链球菌、枸橼酸菌属、克雷伯菌属、大肠埃希菌、沙雷菌属、变形杆菌属、流感嗜血杆菌、脆弱拟杆菌的抗菌作用与亚胺培南-西司他丁钠相仿；对绿脓假单胞菌的作用则比亚胺培南弱。

## 适应症
帕尼培南用于药理作用中所列出的敏感菌引起的败血症、胆囊炎、肝脓肿、腹膜炎、眼球炎、中耳炎、呼吸道感染及泌尿生殖系统感染等病症。

## 不良反应
帕尼培南可能引起的不良反应包括：
- 腹泻、嗳气、呕吐、皮疹。
- 红细胞和白细胞数量减少，嗜酸性细胞增多。

## 历史
帕尼培南是日本三共株式会社研制的抗生素，于1994年3月上市。目前，帕尼培南是日本第一制药三共旗下的抗生素品种。